# Reynolds (Indiana)
Reynolds – miasto w Stanach Zjednoczonych, w stanie Indiana, w hrabstwie White.